# Murtosaari (ö i Viitasaari, Pirttiselkä)
Murtosaari är en ö i sjön Keitele i Finland. Den ligger i sjön Keitele och i kommunen Viitasaari i den ekonomiska regionen  Saarijärvi-Viitasaari och  landskapet Mellersta Finland, i den centrala delen av landet, 300 km norr om huvudstaden Helsingfors. Öns area är 43,8 hektar och dess största längd är 0,8 kilometer i nord-sydlig riktning.